# Consulat général d'Indonésie à Marseille
Le consulat général d'Indonésie à Marseille est une représentation consulaire de la république d'Indonésie en France. Il est situé boulevard Carmagnole, à Marseille, en Provence-Alpes-Côte d'Azur.